# Naturschutzgebiet Tutmicke-Tal
Das Naturschutzgebiet Tutmicke-Tal ist ein 6,36 ha großes Naturschutzgebiet (NSG) westlich vom Dorf Wilkenberg in Meinerzhagen im Märkischen Kreis in Nordrhein-Westfalen. Das NSG wurde 2001 vom Kreistag des Märkischen Kreises mit dem Landschaftsplan Nr. 6 Meinerzhagen ausgewiesen.

## Gebietsbeschreibung
Bei dem NSG handelt es sich um das Wiesental der mäandrierenden Tutmicke mit deren Flussaue. In der Aue liegt etwas Wald und Grünland. Teilweise befinde sich Nass- und Feuchtgrünland im NSG. Das Grünland ist teilweise brach gefallen.

## Schutzzweck
Das Naturschutzgebiet wurde zur Erhaltung und Entwicklung des Wiesentals und als Lebensraum gefährdeter Tier und Pflanzenarten ausgewiesen. Wie bei anderen Naturschutzgebieten in Deutschland wurde in der Schutzausweisung darauf hingewiesen, dass das Gebiet „wegen der landschaftlichen Schönheit und Einzigartigkeit“ zum Naturschutzgebiet wurde.